# Whitney Cummings

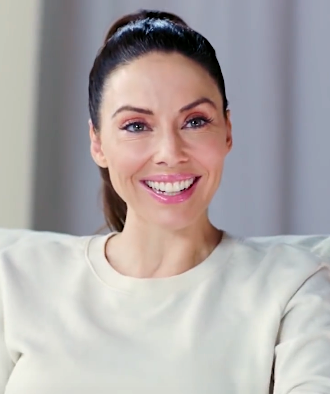
Whitney Cummings, 2019

Whitney Cummings (* 4. September 1982 in Washington, D.C.) ist eine US-amerikanische Komikerin, Schauspielerin, Drehbuchautorin und Produzentin. Bekannt wurde sie als ein Teil der MTV-Serie Punk’d und als Ideengeberin für die Sitcoms Whitney und 2 Broke Girls.

## Leben und Karriere
Whitney Cummings wuchs als Tochter einer PR-Agentin in Georgetown, Washington, D.C. auf. Sie besuchte die Holy Trinity School. Ihren High-School-Abschluss machte sie im Jahr 2000 an der St. Andrew’s Episcopal School in Potomac. 2004 schloss Cummings nach drei Jahren ihr Studium an der University of Pennsylvania mit Magna cum laude in Kommunikationswissenschaften und Filmwissenschaften ab. Ihr Studium hatte sie sich selber finanziert, indem sie in ihrer Schulzeit als Model tätig war.
Ihre Karriere als Stand-up-Comedian begann Whitney Cummings nach Abschluss ihres Studiums 2004. Sie zog auf Grund ihres Engagements in der MTV-Serie Punk’d nach Los Angeles. Im Jahre 2007 listete die Variety Cummings in der Liste der 10 Comic to Watch in 2007 auf. Von da an war sie in zahlreichen Serien, unter anderem in The Tonight Show with Conan O'Brien, zu sehen. Des Weiteren war sie die erste Komikerin, die in Dubai und Beirut vor öffentlichem Publikum auftrat.
2004 hatte Cummings ihre erste Rolle in dem Film EMR. Im Jahr 2006 war sie im Kurzfilm Life Is Short sowie in einer Folge der Fernsehserie What About Brian zu sehen. Im Film Verliebt in die Braut spielte sie 2008 die Rolle der Stephanie. Von 2008 bis 2009 war sie in vier Folgen der Serie The Tony Rock Project mit von der Partie. Im Jahr 2011 konnte Cummings zwei ihrer Projekte bei verschiedenen amerikanischen Networks unterbringen: Die Serie 2 Broke Girls, bei der sie als Drehbuchautorin und Produzentin fungiert, beim Sender CBS und die Sitcom Whitney, in der sie sich selber spielt und gleichzeitig auch sowohl einige Drehbücher zur Serie schrieb, als auch als Produzentin tätig ist, beim Sender NBC. Letztere wurde allerdings im Mai 2013 nach zwei Staffeln eingestellt, wohingegen 2 Broke Girls bis 2017 lief und mit der sechsten Staffel endete. 2012 bekam sie beim Sender E! ihre eigene Talkshow. Die Produktion von Love You, Mean It with Whitney Cummings wurde allerdings im Februar 2013 nach nur einer Staffel eingestellt. Bei dieser Serie fungierte sie als Produzentin und Drehbuchautorin.

## Filmografie (Auswahl)
Als Schauspielerin
- 2004: EMR

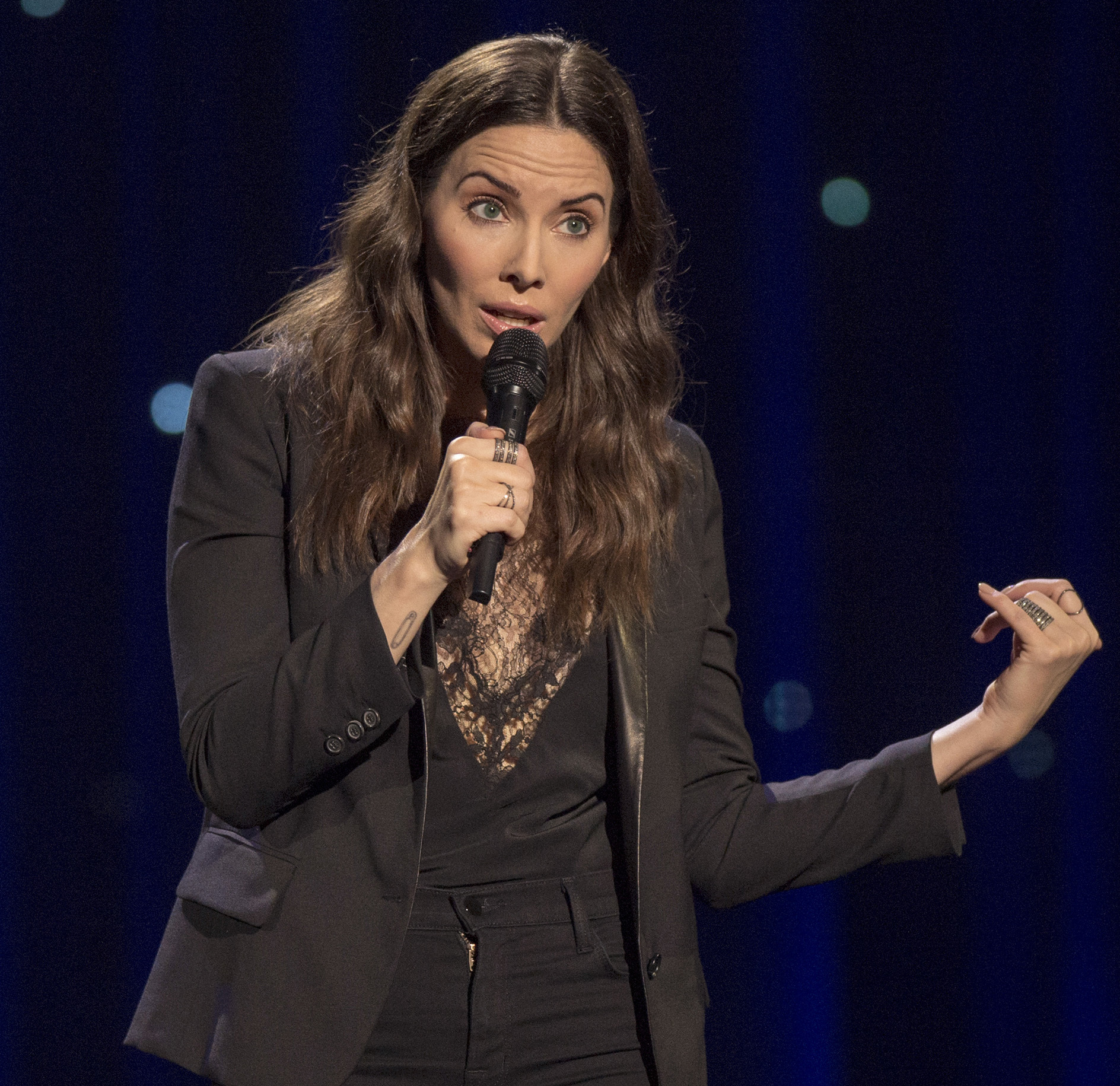
Whitney Cummings, 2016

- 2005: Half & Half (Fernsehserie, Folge 4x10)
- 2006: Hooked
- 2006: Life Is Short
- 2006: What About Brian (Fernsehserie, Folge 2x04)
- 2007: 7-10 Split
- 2007: Tell Me You Love Me (Fernsehserie, 3 Folgen)
- 2008: Verliebt in die Braut (Made of Honor)
- 2008: Turbo Dates (Fernsehserie, Folge 1x04)
- 2008–2009: The Tony Rock Project (Fernsehserie, 4 Folgen)
- 2009: Dr. House (House, Fernsehserie, Folge 5x18)
- 2011–2013: Alex und Whitney – Sex ohne Ehe (Whitney, Fernsehserie, 38 Folgen)
- 2012: 3, 2, 1... Frankie Go Boom
- 2015: The Ridiculous 6
- 2015: Undateable (Fernsehserie, 5 Folgen)
- 2015–2016: Maron (Fernsehserie, 3 Folgen)
- 2016: Workaholics (Fernsehserie, Folge 6x08)
- 2017: Unforgettable
- 2017: The Female Brain
- 2018: Crashing (Fernsehserie, Folge 2x04)
- 2020: The Opening Act
- 2021: How It Ends
- 2022: Studio 666
- 2022: Good Mourning
- 2023: At Midnight
- 2023: Accused (Fernsehserie, Folge 1x07)
- 2023: Physical (Fernsehserie, Folge 3x02)
- 2023: Cooper’s Bar (Fernsehserie, 2 Folgen)
- 2025: Doctor Odyssey (Fernsehserie, Folge 1x16)

Als Drehbuchautorin und Produzentin
- 2007: Last Call with Carson Daly
- 2010: Just for Laughs
- 2010: Comedy.TV
- 2011–2017: 2 Broke Girls (Fernsehserie)
- 2011–2013: Alex und Whitney – Sex ohne Ehe (Whitney, Fernsehserie)
- 2012–2013: Love You, Mean It with Whitney Cummings
- 2017: The Female Brain